# Miss Israele 2006
La cinquantasettesima edizione di Miss Israele si è svolta a Haifa il 21 marzo 2006. La serata finale è stata trasmessa in diretta televisiva su Channel 2, ed è stata presentata per la terza volta dalla cantante Orna Datz. La vincitrice del concorso è stata la diciottenne di origini olandesi Yael Nizri.

## Risultati

### Piazzamenti
| Risultato finale  | Concorrente                                                 |
| ----------------- | ----------------------------------------------------------- |
| Miss Israele 2006 | - Yael Nizri                                                |
| 2ª classificata   | - Anastacia Entin                                           |
| 3ª classificata   | - Tehila Mor                                                |
| 4ª classificata   | - Hila Eran                                                 |
| Top 6             | - Dana Keren - Lior Helbsberg                               |
| Top 10            | - Adi Milman - Nikol Sharon - Jenny Brodkin - Shir Ben ishy |